# Codorna-carapé
A codorna-carapé (Taoniscus nanus)  é uma espécie de ave da família dos tinamídeos, é monotípica no gênero Taoniscus. É o menor representante conhecido de sua família, com o tamanho variando de 14 a 16 cm e peso entre 43 e 46 g. O termo "carapé" vem do tupi, significando anão.
É encontrada em regiões de cerrado e campos naturais, havendo relato de sua ocorrência também para as bordas de florestas secundárias.
Essa espécie apresenta diferentes tonalidades de coloração em sua plumagem, que vão do ocre-rosado ao ocre-acinzentado, apresentando um padrão aproximado ao das codornas (Nothura) e da perdiz (Rhynchotus). De hábitos terrícolas, Taoniscus nanus busca refúgios em buracos ou tocas de outros animais para se ocultar de predadores como o falcão-de-coleira (Falco femoralis) e o gavião-de-rabo-branco (Buteo albicaudatus).
Não há informações disponíveis sobre os aspectos reprodutivos desse tinamídeo na natureza, consta apenas que seu período de reprodução se dá nos meses de setembro e outubro. Exemplares mantidos em cativeiro apresentaram postura de três ovos.
É onívoro, e sua alimentação é constituída de pequenos invertebrados, como artrópodes e cupins, e de sementes. Essa ave ocorre em altitudes entre 700 e 1000 metros. Sua vocalização é bem diferenciada da de outras espécies de tinamídeos campestres, como as das codornas Nothura maculosa e Nothura boraquira.
Os tinamídeos campestres em geral apresentam uma melhor capacidade de voo em comparação às espécies florestais; mas em Taoniscus nanus ocorre o contrário, pois ela estaria perdendo sua capacidade de voo, sendo esse voo muito curto, quase um salto alongado. As observações em campo são difíceis, devido ao pequeno tamanho dessa ave, quase sempre oculta pela vegetação. Essa espécie também é comumente confundida com os filhotes de outras espécies de tinamídeos.
Sua pressuposta distribuição geográfica no Brasil abrangeria os estados de São Paulo, Paraná, Minas Gerais, Goiás, Distrito Federal e Mato Grosso do Sul. Também é encontrada na Argentina. Considerada em via de extinção devido às alterações antrópicas em seu ambiente natural, consta da lista oficial das espécies em extinção no estado de São Paulo. Mas as naturais dificuldades para sua observação em estudos de campo concorrem para a possível inexatidão dessa classificação.
A espécie carece de expressiva documentação fotográfica e comportamental.
Exemplares mantidos em cativeiro apresentam comportamento manso, e de relativa adaptação ao mesmo.